# Символы драхмы
Драхма (др.-греч. δραχμή, лат. drachma) имеет несколько значений, у каждого из которых есть свой собственный символ:
- как единицы денежного счёта Древней Греции — 𐅂 ();
- как весовой единицы Древней Греции — 𐅻;
- как весовой единицы в алхимии и фармацевтике — ʒ;
- как национальной валюты Греции 1832—2002 годов — ₯.

## Счётная и весовая единицаДревней Греции
Слово «драхма» (др.-греч. δραχμή, лат. drachma) происходит от др.-греч. δραχμή «драхма, мера веса = 4.366 г., монета = 6 оболам», первоначально в значении «столько, сколько можно держать в горсти», далее от др.-греч. δράσσεσθαι «хватать» (см. др.-греч. δράγµα «горсть»).. Его появление относится ко временам, когда средством денежного обмена в Древней Греции были металлические четырёхгранные прутики — оболы (др.-греч. ὀβολός — «вертел»), шесть штук которых, зажатые в горсть, и составляли драхму. В свою очередь 100 драхм составляли мину, а 60 мин — 1 талант, самую крупную древнегреческую счётную и весовую единицу. Таким образом, 1 талант был равен 60 минам, 6000 драхм, 36 000 оболов.
В Энциклопедическом словаре Брокгауза и Ефрона приводится другая версия происхождения слова «драхма»: от ассирийского «дараг-мана», что означает «шестидесятая мины», поскольку первоначально драхма могла составлять не 1⁄100, а 1⁄60 мины.
Как денежная единица драхма первоначально представляла собою слиток серебра. В виде монеты её начали чеканить в VI веке до н. э. и прекратили, когда Греция находилась в составе Римской Империи — в период унификации имперского денежного обращения.
Символ драхмы в качестве счётной (денежной) единицы наиболее распространенной системы счисления Древней Греции — аттической — представлял собой цифру «один» (I) с дополнительным горизонтальным штрихом (). Включен в стандарт Юникод под кодом U+10142.

## Весовая единицаалхимииифармацевтики
В период расцвета Древнего Рима драхма как единица веса была включена в древнеримскую систему единиц измерения, а в 1140 году после выхода фармакопеи «Антидотарий», составленной ректором Медицинской школы Салерно Николаем, стала одной из базовых величин аптекарской системы весов, сохранив (а в некоторых станах сохраняя) своё значение до введения метрической системы мер.
Символ драхмы как единицы измерения алхимии, фармации и фармацевтики происходит от иератического начертания (упрощенные скорописные иероглифы) древнеегипетских цифр и напоминает кириллическую курсивную букву «з». Включен в стандарт Юникод под кодом U+0292.

## Современные денежные единицы: драхма, дирхам, дирам, драм

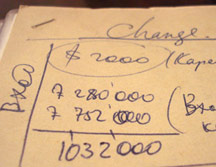
Первое использование символа драма: запись Карена Комендаряна от 7 сентября 1995 года об обмене денег по курсу 516 драмов за доллар

Чеканка драхмы была возобновлена в начале XIX века вскоре после провозглашения независимости Греции. Она была введена в обращение в соответствии с указом первого короля нового независимого государства Оттона I, подписанного 8 февраля 1832 года. С 1 января 2002 года была начата замена греческой драхмы на евро. Символ современной валюты представляет собой написанное курсивом сокращение слова Δραχμή. Включен в стандарт Unicode под кодом U+20AF.
Наряду с денарием драхма была одной из самых распространенных монет Античности. Она имела хождение не только на территориях, традиционно находившихся под влиянием древнегреческой культуры (Восточное Средиземноморье), но и на Ближнем Востоке, а также в Средней Азии, оказав существенное влияние на формирование местых денежных систем. В частности, от слова «драхма» происходят названия нескольких современных денежных единиц: дирхам, драм и дирам.
В настоящее время дирхам является национальной валютой Объединённых Арабских Эмиратов и Марокко, а также разменной денежной единицей Иордании, Ливии и Катара; дирам — разменная монета Таджикистана; драм — национальная денежная единица Армении. Все они, кроме армянского драма, не имеют самостоятельных символов. Для их краткого обозначения используются обычные сокращения на арабском, английском или таджикском языках, хотя, например, в ОАЭ именно сокращение названия национальной валюты на английском языке (Dh) официально имеет статус символа.
Символ драма был утвержден Национальным банком Республики Армения в 2001 году и представляет собой перечёркнутую двумя горизонтальными линиями заглавную букву Դ, которая встречается лишь в армянском алфавите и с которой начинается слово «драм» (арм. Դրամ ). В настоящее время рассматривается вопрос о включении символа в стандарт Unicode.
| Название денежной единицы  | Государство | Символ    |
| -------------------------- | ----------- | --------- |
| Базовые валюты             |             |           |
| Дирхам                     | Марокко     | .د.م • Dh |
| Дирхам                     | ОАЭ         | .د.إ • Dh |
| Драм                       | Армения     | ֏ • դր.   |
| Разменные денежные единицы |             |           |
| Дирам (1⁄100 сомони)       | Таджикистан | д., дир.  |
| Дирхам (1⁄10 динара)       | Иордания    | .د        |
| Дирхам (1⁄1000 динара)     | Ливия       | .د        |
| Дирхам (1⁄100 риала)       | Катар       | .د        |